# 다카히토 친왕비 유리코

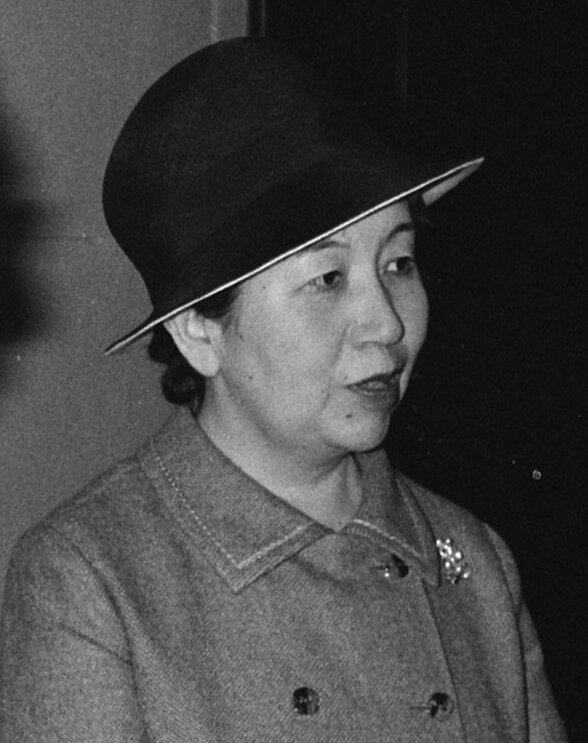
다카히토 친왕비 유리코

다카히토 친왕비 유리코(일본어: 崇仁親王妃百合子 타카히토 신노히 유리코[*], 1923년 6월 4일~2024년 11월 15일)는 일본의 황족으로 미카사노미야 다카히토 친왕의 비이다.
유리코는 자작(옛 가와치 단난번주) 다카기 마사요시의 손녀이자 다카기 자작 마사나리의 둘째 딸로 결혼 전 성명은 다카기 유리코(高木百合子)이다. 1941년 여자가쿠슈인 본과(현재의 가쿠슈인 여자고등과)를 졸업하고 같은 해에 다카히토 친왕과 결혼했다. 현재 생존해 있는 일본의 여성 황족 가운데 최연장자이자 큰어른으로 일본 적십자사 명예부총재직을 맡고 있다.
2023년 6월 4일 이후 다카히토 친왕 부부가 100세를 넘겼다는 소식이 전해졌다. 친왕비 유리코는 2024년 11월 15일 101세로 사망하였다.

## 자녀
| 사진 | 이름                         | 생일                   | 사망                   | 기타                                     |
| ---- | ---------------------------- | ---------------------- | ---------------------- | ---------------------------------------- |
|      | 고노에 야스코                | 1944년 4월 26일(80세)  | 생존                   | 고노에 다다테루와 결혼. 슬하 1남.        |
|      | 미카사노미야 도모히토 친왕   | 1946년 1월 5일         | 2012년 6월 6일(66세)   | 도모히토 친왕비 노부코와 결혼, 슬하 2녀  |
|      | 가쓰라노미야 요시히토 친왕   | 1948년 2월 11일        | 2014년 6월 8일(66세)   | 미혼. 자녀 없음.                         |
|      | 센 마사코                    | 1951년 10월 23일(73세) | 생존                   | 센 소시쓰와 결혼. 슬하 1남 2녀.          |
|      | 다카마도노미야 노리히토 친왕 | 1954년 12월 29일       | 2002년 11월 21일(47세) | 노리히토 친왕비 히사코와 결혼, 슬하 3녀. |